# Дукала - Абда
Дукала – Абда е един от 16-те региони на Мароко. Населението му е 1 984 039 жители (2004 г.), а площта 13 285 кв. км. Намира се в часова зона UTC+0 в североизточната част на страната. Разделен е на 2 провинции.